# Rio Jim, le fléau du désert

Affiche

Rio Jim, le fléau du désert (Two-Gun Hicks) est un film muet américain réalisé par William S. Hart et sorti en 1914.

## Fiche technique
- Titre : Rio Jim, le fléau du désert
- Titre original : Two-Gun Hicks
- Réalisation : William S. Hart
- Scénario : C. Gardner Sullivan
- Chef opérateur : Robert Newhard
- Assistant-réalisateur : Clifford Smith
- Production : Thomas H. Ince pour Broncho Film Company
- Distribution : Mutual Film
- Genre : Western
- Durée : 20 minutes
- Date de sortie :
  - États-Unis : 23 décembre 1914

## Distribution
- William S. Hart : Two-Gun Hicks
- Arthur Maude : Joe Jenks
- Leona Hutton : May Jenks
- Richard Willis : Bad Ike
- J. Barney Sherry : Hayes